# Brody (województwo łódzkie)
Brody – wieś w Polsce położona w województwie łódzkim, w powiecie łaskim, w gminie Sędziejowice nad Grabią. 
Dobra ziemskie w Brodach (172,6 ha) w 1. poł. XIX w. przeszły w ręce przybyłej z Litwy rodziny Kałkusów. Ostatnią właścicielką była Józefa Zabłocka (1861-1956), z domu Kałkus, która jako wdowa przejęła połowę pierwotnego areału w wyniku podziału majątku po zmarłym bezpotomnie bracie Hipolicie. W odziedziczonej przez nią części znajdował się dwór usytuowany na godz. 11.00 oraz zabudowania gospodarcze folwarku. Dwór był zbudowany z cegły, na miejscu starszego drewnianego, był budynkiem parterowym, dwutraktowym o krytym gontem naczółkowym dachu. Z frontu stał ganek, przeszklony kolorowymi szybkami. Wizytówką dworu był otoczony szpalerem drzew podjazd z zataczającą krąg aleją wjazdową. Z drugiej strony dworu był mały park z usytuowaną na osi dworu aleją wysadzaną świerkami. Jesienią 1939 r. Brody znalazły się w obrębie ziem polskich włączonych do Rzeszy Niemieckiej. W grudniu Niemcy zajęli folwark ustanawiając zarządcę, później osadzając niemieckiego chłopa. Ten spalił książki i obrazy i spowodował wysiedlenie właścicielki. W 1945 r. folwark rozparcelowano. W dworze zainstalowano mechaniczny młyn i biura spółdzielni. Dewastowany, nie remontowany popadł w ruinę, którą rozebrano. 
W latach 1975–1998 miejscowość należała administracyjnie do województwa sieradzkiego.